# Завод (Малацки)
Завод (слч. Závod) насељено је мјесто са административним статусом сеоске општине (слч. obec) у округу Малацки, у Братиславском крају, Словачка Република.

## Становништво
| Година:    | 1994. | 2004.   | 2014.   | 2024.   |
| ---------- | ----- | ------- | ------- | ------- |
| Број људи: | 2532  | 2664    | 2792    | 2938    |
| Разлика:   |       | +5,21 % | +4,80 % | +5,22 % |

| Година:    | 2023. | 2024.   |
| ---------- | ----- | ------- |
| Број људи: | 2956  | 2938    |
| Разлика:   |       | -0,60 % |

Према подацима о броју становника из 2024. године насеље је имало 2938 становника.